# Pilaji Rao Gaikwar
Shrimant Sardar  Pilaji Rao Gaikwar, Sena Khas Khel Shamsher Bahadur de Sonagad, fou el primer príncep maratha de la missaga de Baroda (llavors Sonagad o Songarh) fill de Meherban Shrimant Jhingojirao Kerojirao Gaikwar, adoptat pel seu oncle Shrimant Sardar Damaji Rao Keroji Rao (Panjirao) Gaikwar Shamsher Bahadur al que va succeir a la seva mort el maig de 1721.
Pilaji va obtenir del peshwa maratha el govern d'una paga i es va distingir per les seves incursions al Gujarat, però a causa de conflictes interns es va haver de retirar a Songarh des d'on va dirigir posteriors expedicions; els Gaikwar van tenir residència a Songarh fins al 1766. Durant anys Pilaji, sovint amb suport d'altres caps marathes, va envair Gujarat i va cobrar tribut a les Surat Atthavisi (Vint-i-vuit divisions) i el 1723 va marxar directament a Surat (ciutat), va derrotar el governador i en endavant va recaptar tribut a la regió regularment. Més tard va obtenir el suport dels desais de Padra, Chhani, i Bhayali, i va poder arribar en les seves expedicions fins al riu Mahi. El 1725 va reclamar els districtes al sud del Mahi, com Baroda, Nandod, Campaner, Broach i Surat però va retornar a Songarh; el seu superior el senapati es va establir a Dabhoi, no lluny de Baroda, que va esdevenir el seu quarter regular (Dabhoi havia estat conquerida per Pilaji).
Llavors van començar una sèrie de derrotes i els marathes van perdre tot el que havien guanyat al Gujarat. Pilaji va haver de fugir a Cambay i després a Sorath; però el virrei mogol Sarbuland Khan, al no rebre ajut de Delhi, va haver d'afluixar i aviat va haver de cedir a Pilaji una part en els districtes al sud del Mahi. D'altra Banda Pilaji era subordinat del senapati, el qual ara estava enfrontat al peshwa maratha, i aquest va enviar els seus vassalls els ponwar a expulsar a Pilaji. Sarbuland Khan va arribar a un acord amb el peshwa Baji Rao al que va prometre una dècima part addicional dels ingressos (chauth i sardershmukhi) a condició del suport del peshwa contra Pilaji i altres caps marathes. Però el 1727 Pilaji va aconseguir capturar Dhaboi i Baroda (ciutat). D'altra banda les concessions de Sarbulan Khan no foren confirmades per l'emperador i el 1730 fou substituït com a virrei per Abhai Singh, raja de Jodhpur. Quan aquest va arribar al Gujarat, Baji Rao va signar una aliança amb ell per oposar-se a Pilaji i expulsar-lo de Baroda i el 1731 el peshwa va assetjar aquesta ciutat però va haver de desistir quan va saber que l'exèrcit de Nizam al-Mulk estava preparant un atac contra ell. Durant el seu camí el peshwa es va trobar amb l'exèrcit del senapati, que tenia el suport de Pilaji, i el va derrotar a Bhilapur (1731). Pilaji va resultar ferit i es va retirar a Songarh però el peshwa no va aprofitar per completar la victòria, i ben al contrari va capgirar les aliances i va nomenar a Pilaji com a mutalik del nou senapati Jaswant Rao Dabhade que havia succeït al seu pare mort a la batalla de Bhilapur). Pilaji va rebre el títol de Sena Khas Khel (Cap de la Banda Sobirana) el 1731. Pilaji, com a mutalik, tenia ara al seu abast tots els recursos del senapati però el 14 de maig de 1732 fou assassinat a Dakor per un agent d'Abhai Singh, el raja governador de Gujarat.
El va succeir el seu fill Damaji Rao Gaikwar. Es va casar quatre vegades i va deixar vuit fills.